# Cytospora lantanae
Cytospora lantanae är en svampart som beskrevs av Bres. 1891. Cytospora lantanae ingår i släktet Cytospora och familjen Valsaceae.   Inga underarter finns listade i Catalogue of Life.